# NGC 239
إن جي سي 239 (بالإنجليزية: NGC 239)‏ التي يرمز لها بالرمز NGC 239، هي مجرة، في كوكبة قيطس.

## الاكتشاف
اكتشفت في 1886، بواسطة Francis Preserved Leavenworth.